# Región de Bícol
Bícol (en bicolano y tagalo: Bikol; denominada como región V) es una de las 17 regiones de Filipinas. Ocupa la península de Bícol en el extremo sureste de la isla de Luzón e islas adyacentes.
Consta de seis provincias, Albay, Camarines Norte, Camarines Sur, Catanduanes, Masbate y Sorsogon. Tiene una ciudad componente independiente, la ciudad de Naga, y seis ciudades componentes, Iriga, Legazpi, Ligao, Masbate, Sorsogon y Tabaco. Los centros regionales son la ciudad de Legazpi, centro político y administrativo de la región, y la ciudad de Naga, centro religioso y cultural de la región. La ciudad de Legazpi, la ciudad de Naga, la ciudad de Iriga y la ciudad de Sorsogon son las principales ciudades de la región en términos de urbanización y también como centros económicos de la región.

## Historia
Los restos arqueológicos de Albay muestran evidencias del comercio que hace 2000 años mantenía la región con China, Malasia e Indonesia. El primer contacto con los españoles está datado en 1565 cuando un galeón que volvía a Cebú desde Acapulco.
En 1942 las fuerzas imperiales japonesas invadieron la región. Entre el 3 y el 4 de abril de 1945, las fuerzas conjuntas filipino-americanas liberaron la región junto a los guerrilleros bicolanos, durante la campaña de Bicolandia.

## Política
Bicolandia es normalmente vista como el foco de la contracultura y el liberalismo político de Filipinas, porque la mayoría de sus habitantes se han opuesto a los sucesivos gobiernos de derecha, acusándolos de corrupción política. La región tiene también tradición de votar siempre a los partidos de izquierda. Es importante el apoyo que en esta región recibe el Frente Democrático Nacional.

## Divisiones administrativas
Bicolandia está compuesta de seis provincias y 7 ciudades: 
| Provincia             | Capital  | Población (2007) | Superficie (km²) | Densidad (por km²) |
| --------------------- | -------- | ---------------- | ---------------- | ------------------ |
| Albay                 | Legazpi  | 1.190.823        | 2.552,6          | 466,5              |
| Camarines Norte       | Daet     | 513.785          | 2.112,5          | 243,2              |
| Camarines Sur         | Pili     | 1.533.305        | 5.182,32         | 295,9              |
| Catanduanes           | Virac    | 232.757          | 1.511,5          | 154                |
| Provincia de Masbate  | Masbate  | 768.939          | 4.047,7          | 190                |
| Provincia de Sorsogon | Sorsogon | 709.673          | 2.141,4          | 331,4              |
|                       |          |                  |                  |                    |
| Naga                  | —        | 160.516          | 84,48            | 1.900              |

En la actualidad Naga es una ciudad componente independiente, que anteriormente pertenecía a la provincia de Camarines Sur.

## Economía

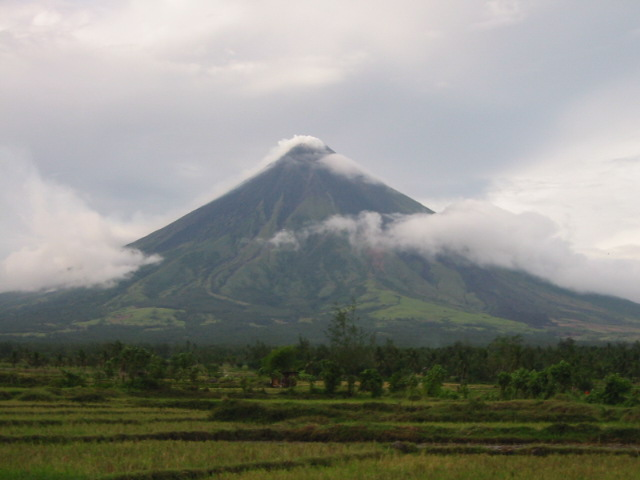
El monte Mayon sirve de importante reclamo turístico a la región.

La minería de oro y la orfebrería distinguen a esta región. Sin embargo, son la agricultura y la pesca los mayores recursos económicos de Bicolandia. Los principales cultivos son el coco, el arroz, la abaca y el maíz. También destacan alguna industria a pequeña escala y la artesanía. La región ha vivido un auge del turismo, en especial por la popularidad del nuevo complejo CamSur Water Sports Complex, las visitas al monte Mayon y los avistamientos de tiburón ballena. También ha aumentado el número de resorts turísticos en la región. Daet lleva siendo desde hace tiempo un destino elegido por los surferos. Se espera que el planeado Aeropuerto internacional del sur de Luzón contribuya a la mejora del turismo en la región.

## Cultura

### Lenguas
Los bicolanos hablan alguna de los diferentes dialectos de la lengua bikol, un idioma austronésico fuertemente relacionado con el resto de lenguas del centro de Filipinas, como el cebuano y el filipino. Las variantes del bikol incluyen el Bikol Rinconada (en la zona de Iriga-Buhi), los dialectos del oeste de Albay (oas, daraga), el Bikol Sorsogon (Sorsogon), el Bikol Catanduanés y el Bikol Partido (en los pueblos que rodean el golfo de Lagonoy). El bikol estándar está basado en una dialecto de Naga y es el utilizado en una amplia zona que comprende las provincias de Camarines Norte y la mayor parte de Camarines Sur, toda la costa oriental de Albay (incluyendo Legazpi y Tabaco) y el norte de Sorsogon. El bicol estándar es entendible normalmente por el resto de hablantes de otros dialectos bicolanos y se usa como lengua franca regional.
La lengua bicolana es la más hablada en la región. El tagalo es también usado en zonas del norte de Camarines Norte, así como en el municipio de Del Gallego, en Camarines Sur. Dos lenguas bisayas, el sorsoganon y el masbateño, son habladas en Sorsogon y Masbate respectivamente. Se conocen colectivamente como bisakol.

### Religión
Bicolandia es una de las regiones más secularizadas de toda Filipinas. Únicamente el 55 % de sus habitantes acuden a la iglesia semanalmente, en comparación con el 68 % del total nacional. Los católicos tienen por patrona de la región a la Virgen de la Peña de Francia, donde es conocida como Our Lady of Peñafrancia (Nuestra Señora de Peñafrancia).